# Římskokatolická farnost Přítluky

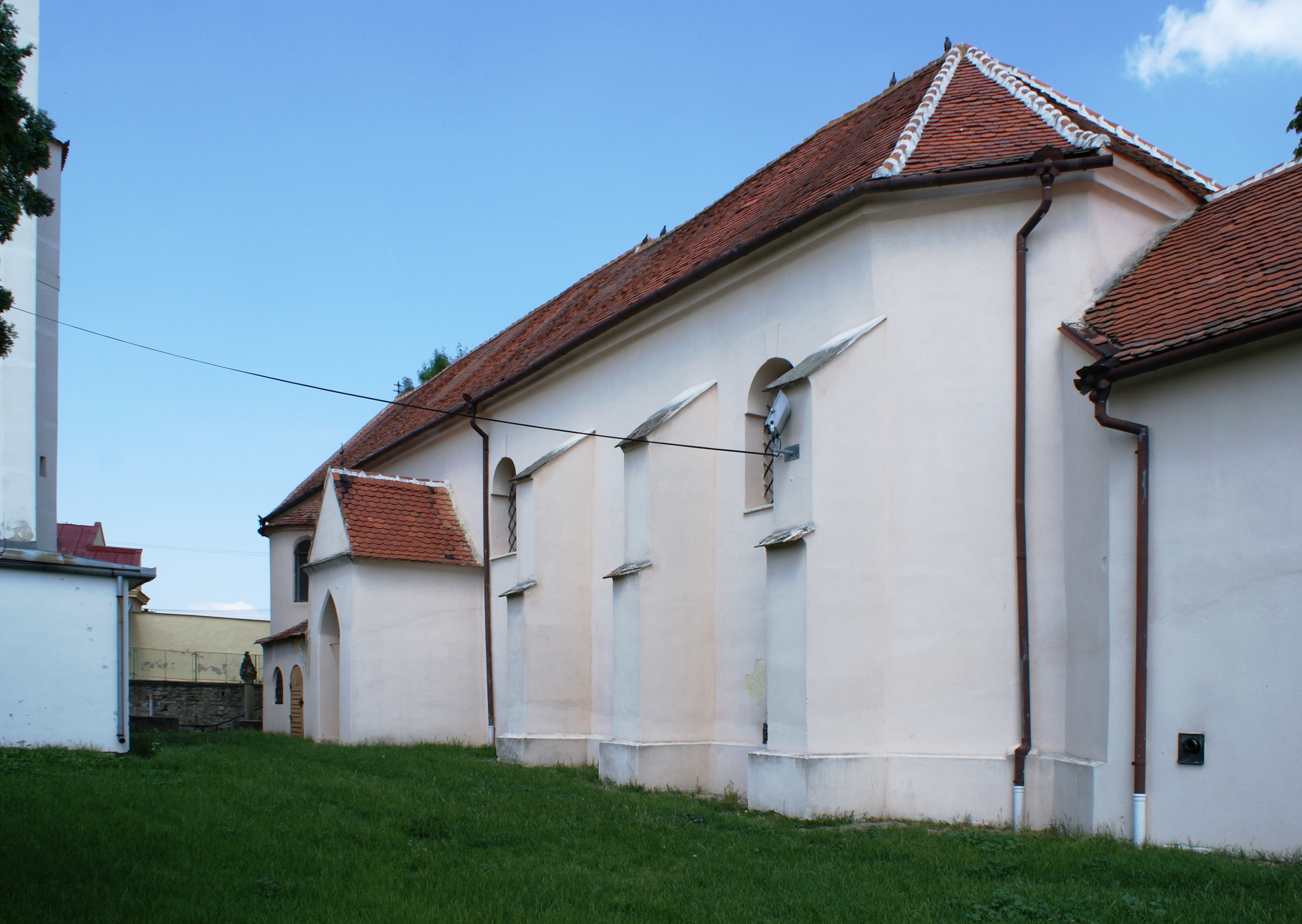
Kostel svaté Markéty v Přítlukách

Římskokatolická farnost Přítluky byla římskokatolická farnost v Česku. Jejím sídlem byla vesnice Přítluky v okrese Břeclav s farním kostelem svaté Markéty. Farnost byla součástí brněnské diecéze a roku 2006 byla zrušena sloučením do farnosti Rakvice.

## Historie
Ves Přítluky je společně s kostelem svaté Markéty poprvé připomínána v roce 1220, fara byla při kostele zřízena o dva roky později.
Do přítlucké farnosti patřila od první poloviny 17. století také osada Nové Mlýny, naopak v roce 1690 bylo odděleno Zaječí, kde byla zřízena samostatná farnost. Od roku 1999, kdy proběhla územně-správní reforma brněnské diecéze, spadala přítlucká farnost do břeclavského děkanství. K 1. lednu 2006 byla farnost zrušena a její území (Přítluky a Nové Mlýny) se stalo součástí farnosti Rakvice.

## Kostely a kaple
- kostel svaté Markéty v Přítlukách (v době existence farnosti byl farním kostelem)[5]